# Heterothele caudicula
Heterothele caudicula là một loài nhện trong họ Theraphosidae.
Loài này thuộc chi Heterothele. Heterothele caudicula được Eugène Simon miêu tả năm 1886.